# Flatterball
Ein Flatterball ist ein sich mit einer unregelmäßigen Flugbahn fortbewegender Ball in Ballsportarten.

## Ursachen
Zur Entstehung von Flatterbällen gibt es unterschiedliche Möglichkeiten:

### Langsam oder nicht rotierender Ball
Bei Bällen, die nur langsam rotieren, tritt kein stabilisierender Effekt entsprechend der Drehimpulserhaltung auf. Die Strömung hinter Körpern ist instabil. Es lösen sich wechselseitig Wirbel ab. Die Ablösung der Wirbel wird zusätzlich durch Unebenheiten in der Oberfläche des Balls beeinflusst. Dadurch entstehen asymmetrische Auftriebskräfte, die zu plötzlichen Veränderung der Flugbahn führen können. Auch bei Bällen, die überhaupt nicht rotieren, kann dieser Effekt unter bestimmten Voraussetzungen eintreten. Ein Beispiel für einen langsam rotierenden Flatterball ist der Knuckleball im Baseball.

### Rotierender Ball
Bei „angeschnittenen“ Bällen, die im Flug rotieren, tritt oberhalb einer kritischen Fluggeschwindigkeit zunächst ein inverser Magnus-Effekt auf, der eine Ablenkung des Balles in eine Richtung verursacht. Fällt die Geschwindigkeit durch die Bremswirkung des Luftwiderstands im weiteren Flug unter die kritische Geschwindigkeit, setzt der normale Magnus-Effekt ein, wodurch der Ball in die entgegengesetzte Richtung abgelenkt wird. Die Grenzgeschwindigkeit ist dabei jeweils abhängig von Größe, Gewicht und Machart des Balles.

## Fußball
Torschüsse mit unregelmäßigen Flugbahnen sind von Torhütern schwerer zu halten.
Im Vorfeld der Fußball-Europameisterschaft 2008 äußerten einige Torhüter gegenüber den Medien, dass der Effekt beim Europass, dem Spielball der Europameisterschaft 2008, besonders stark auftrete. Die Diskussion wiederholte sich mit der Einführung des Torfabrik genannten Einheitsballs für die Fußball-Bundesliga in der Saison 2010/11.

## Volleyball
Im Volleyball gibt es den so genannten Flatteraufschlag oder Flatterservice, bei dem der Ball zentral, mit ausgestreckter, starrer Hand ohne Klappen des Handgelenks mit kurzem Kontakt gespielt wird.